# CS Minaur Baia Mare (kvindehåndbold)
CS Minaur Baia Mare er en rumænsk kvindehåndboldklub fra Baia Mare i Rumænien. Klubben blev grundlagt i 1960 og blev nedlagt i 2016 pga. økonomiske problemer. Klubben genopstod dog allerede igen samme år, under det nye navn CS Minaur Baia Mare og rykkede i 2018 om i den bedste rumænske række Liga Naţională.

## Resultater
- Liga Naţională:
  - Guld: 2014
  - Sølv: 1979, 2013, 2015, 2021
  - Bronze: 1980, 2020
- Cupa României:
  - Vinder: 2013, 2014, 2015
  - Finalist: 1978, 1980
  - Semifinalist: 2007
- Supercupa României:
  - Vinder: 2013, 2014
- EHF Champions League:
  - Kvartfinalist: 2015
- EHF Challenge Cup:
  - Finalist: 2003
- EHF Cup Winners' Cup:
  - Kvartfinalists: 1997

## Spillertruppen 2021-22
| Nr. | Navn                  | Nationalitet | Position     | I klubben siden |
| --- | --------------------- | ------------ | ------------ | --------------- |
| 1   | Cristina Enache       | Rumænien     | Målvogter    | 2017            |
| 3   | Jelena Lavko          | Serbien      | Højre back   | 2020            |
| 4   | Jaroslava Burlasjenko | Ukraine      | Stregspller  | 2018            |
| 5   | Alexandra Severin     | Rumænien     | Venstre back | 2021            |
| 8   | Angela Cioca          | Rumænien     | Playmaker    | 2020            |
| 9   | Ana Maria Tănasie     | Rumænien     | Venstre fløj | 2020            |
| 10  | Eva Kerekes           | Rumænien     | Venstre back | 2019            |
| 11  | Karoline de Souza     | Brasilien    | Vesntre back | 2020            |
| 13  | Cristina Laslo        | Rumænien     | Playmaker    | 2020            |
| 16  | Amra Pandžić          | Slovenien    | Playmaker    | 2021            |
| 18  | Aleksandra Zych       | Polen        | Højre back   | 2021            |
| 19  | Elaine Gomes Barbosa  | Brasilien    | Stregspiller | 2021            |
| 27  | Asuka Fujita          | Japan        | Højre fløj   | 2020            |
| 55  | Oana Borș             | Rumænien     | Højre fløj   | 2019            |
| 70  | Andreea Popa          | Rumænien     | Playmaker    | 2019            |
| 99  | Anca Polocoșer        | Rumænien     | Playmaker    | 2018            |

### Transfers i sæsonen 2022-23
| Tilgange | Afgange |

## Tidligere spillere
| - Elisabeta Ionescu - Maria Bosi-Igorov - Hilda Hrivnak-Popescu - Niculina Sasu-Iordache - Mariana Iacob-Iluţ - Larisa Cazacu - Ildikó Kerekes - Cristina Mihai - Carmen Buceschi - Maria Pop | - Nadina Dumitru - Victorina Stoenescu-Bora - Marinela Doiciu-Győrffy - Claudia Cetăţeanu - Magda Kengyel - Laura Crăciun - Ana-Maria Buican - Camelia Balint - Annamária Ilyés - Anca David | - Florina Nicolescu - Eliza Buceschi - Bárbara Arenhart - Camilla Herrem - Ksenija Makejeva - Jekaterina Davydenko - Adriana Nechita - Allison Pineau - Melinda Geiger - Lois Abbingh | - Paula Ungureanu - Gabriela Perianu - Katarina Ježić - Alexandra do Nascimento - Luciana Marin - Patricia Vizitiu - Ionica Munteanu - Valentina Ardean-Elisei |